# Sułtani Brunei
Sułtan Brunei jest głową państwa Brunei. Panująca obecnie rodzina królewska ma swoje korzenie w XV wieku.

## Chronologiczna lista
|    | Sułtan                        | Panowanie        | Panowanie        |
| od | Sułtan                        | do               |                  |
| -- | ----------------------------- | ---------------- | ---------------- |
| 1  | Muhammad Shah                 | 1368             | 1402             |
| 2  | Abdul Majid Hassan            | 1402             | 1408             |
| 3  | Ahmad                         | 1408             | 1425             |
| 4  | Sharif Ali                    | 1425             | 1432             |
| 5  | Sulaiman                      | 1432             | 1485             |
| 6  | Bolkiah                       | 1485             | 1524             |
| 7  | Abdul Kahar                   | 1524             | 1530             |
| 8  | Saiful Rijal                  | 1533             | 1581             |
| 9  | Shah Berunai                  | 1581             | 1582             |
| 10 | Muhammad Hassan               | 1582             | 1598             |
| 11 | Abdul Jalilul Akbar           | 1598             | 1659             |
| 12 | Abdul Jalilul Jabbar          | 1659             | 1660             |
| 13 | Muhammad Ali                  | 1660             | 1660             |
| 14 | Abdul Hakkul Mubin            | 1660             | 1673             |
| 15 | Muhyiddin                     | 1673             | 1690             |
| 16 | Nassaruddin                   | 1690             | 1710             |
| 17 | Hussin Kamaluddin             | 1710             | 1730             |
| 18 | Muhammad Alauddin             | 1730             | 1737             |
| 19 | Hussin Kamaluddin             | 1737             | 1740             |
| 20 | Omar Ali Saifuddin I          | 1740             | 1795             |
| 21 | Muhammad Tajuddin             | 1795             | 1807             |
| 22 | Muhammad Jamalul Alam I       | 1804             | 1804             |
| 23 | Muhammad Kanzul Alam          | 1807             | 1826             |
| 24 | Muhammad Alam                 | 1826             | 1828             |
| 25 | Omar Ali Saifuddin II         | 1828             | 1852             |
| 26 | Abdul Momin                   | 1852             | 30 maja 1885     |
| 27 | Hashim Jalilul Alam Aqamaddin | 30 maja 1885     | 10 maja 1906     |
| 28 | Muhammad Jamalul Alam II      | 10 maja 1906     | 11 września 1924 |
| 29 | Ahmad Tajuddin                | 11 września 1924 | 4 czerwca 1950   |

| #  | Imię                    |          | Lata życia                        | Lata życia                          | Czas rządów         | Czas rządów                   | Rodzice                                     |
| #  | Imię                    | urodzony | zmarł                             | od                                  | do                  |                               | Rodzice                                     |
| -- | ----------------------- | -------- | --------------------------------- | ----------------------------------- | ------------------- | ----------------------------- | ------------------------------------------- |
| 30 | Omar Ali Saifuddien III |          | 23 września 1914 Istana Kota      | 7 września 1986 Bandar Seri Begawan | 4 czerwca 1950      | 5 października 1967 Abdykował | Muhammad Jamalul Alam II Siti Fatimah       |
| 31 | Hassanal Bolkiah        |          | 15 lipca 1946 Bandar Seri Begawan |                                     | 5 października 1967 |                               | Omar Ali Saifuddien III Pengiran Anak Damit |